# 許瑛子
許 瑛子（きょ えいこ）は、日本の作詞家、作家。東京都生まれ。父は台湾人、母は日本人。父方の祖父は、貴族院朝鮮・台湾勅選議員許丙。日本音楽著作権協会正会員、日本作詩家協会会員、日本訳詩家協会理事(2022年まで)

## 人物・来歴
- 1976年～1985年：光文社「JJ」、マガジンハウス「an・an」[注 1]、小学館「Can Cam」等でサーフィン、ハマトラ、ヨガ等、様々なファッション・美容・健康ページの著作家として活動。サーファーをファッションとして初めて女性誌で扱う[注 2]。やなせたかしの助言で作詞家を職業として意識。康珍化・兼松光との出会いで作詞家の道に入る[2]。1985年に作詞家デビュー。中森明菜「SAND BEIGE -砂漠へ-」提供[2]。

1989年、小学館「Palette」に小説執筆。ビクター音楽カレッジの作詞講師を務める。1991年、著書「自分に素直なところ好きだから」（ソニー・マガジンズ）上梓。
2004年以降、作詞・小説執筆・プロデュース・前出の作詞講師等を兼務しながら、過去に自身が体調を崩したことを機に、ホリスティック医学へ関心を高め、心身の癒しと作品の世界観の深さを追求。　

## 主な作品

### 作品
- 藍澤幸頼
  - 「涙の日づけ La date de larmes」（作曲・編曲・小坂明子）[3]
- 青木愛
  - 「愛は蜃気楼の中」テレビ朝日「トゥナイト」エンディングテーマ
  - 「幻の街」

- Aya Sueki 
  - 「Call Me」

- アミューズ・キッズ（恒松祐里,酒井奈夢,山田杏奈,名古屋海沙樹,細田佳央太,戸松恵哉,青木綾平,吉田素乃）
  - 「Happy Body Music」
- 石田ひかり
  - 「雨の帰り道」
  - 「Lonery Lonely」
  - 「微風」
- 石嶺聡子
  - 「くもりのち晴れ」
- 伊藤美来
  - 「Plunderer」テレビアニメ「プランダラ」第1クールOPテーマ
  - 「孤高の光 Lonely dark」テレビアニメ「プランダラ」第2クールOPテーマ
- ITOGA 
  - 「この夢の果てまで」（共作）
  - 「時間は止まらない」（共作）
- 内田有紀
  - 「純情可憐乙女模様」
- 太田貴子
  - 「抱きしめたい今夜は」
  - 「SEE YOU AGAIN」
- 小高恵美
  - 「早春の駅」作曲：都志見隆
  - 「BLUE WIND」フジテレビ系ドラマ「花のあすか組!」主題歌　作曲：後藤次利
  - 「砂の時期」作曲：後藤次利
  - 「逢うたびあなたを好きになる」作曲：後藤次利
  - 「情熱のささやき」作曲：後藤次利

- アルバム『MILKY COTTON』全曲 全作曲：後藤次利

1.夏頃 - 後藤次利 - 04:09
2. 白い表紙のヒロイン - 後藤次利 - 03:53
3. ひまわりと太陽 - 後藤次利 - 04:19
4. BLUE WIND - 後藤次利 - 04:04
5. NAVIGATION - 後藤次利 - 03:42
6. 夕映えの道路(みち) - 後藤次利 - 04:13
7. 悲しまないで - 後藤次利 - 04:33
8. 雨が降っていた夏の日 - 後藤次利 - 04:28
- アルバム『Powder Snow』全曲 全作曲：後藤次利

1. White Love
2. One more time
3. OMOIDE
4. 見つめて
5. スタンス
6. 週末のシンデレラたち
7. Attention
8. 冬空にオリオン
9. 恋したら
10. クリスマス・イブのページ

- 折笠愛
  - 「どんな時も」CDブック“怪傑蒸気探偵団”
- 影山ヒロノブ
  - 「夢旅人」アニメ”聖闘士星矢”主題歌　作曲：影山ヒロノブ・須藤賢一
  - 「WE ARE SAINT 〜神話の誓い〜 」
  - 「BEST FRIEND 〜ベスト・フレンド〜」
  - 「LONELY MY WAY 〜夢に届くまで〜」
  - 「Hurry Up」CDブック“怪傑蒸気探偵団”
  - 「ANOTHER FACE」“ルパン・世（ミュージカル）”
  - 「女嫌いのバラード」“ルパン・世（ミュージカル）”
- かとうれいこ
  - 「沈黙のリフレイン」
- カルロス・トシキ
  - 「Julia」
  - 「SILENT RYTHM」
  - 「Art of Life」
  - 「どうしてだろう」
- 桑島法子
  - 「残したい気持ち」
- 小堺一機
  - 「恋は眠らない」（アルバム『雑踏』）
  - 「My Precious Love」（アルバム『大のオトナが・・・』）
- 近藤千裕
  - 「帰りたくて」
- 西城秀樹
  - 「WAVE - An Empty Suitcase -」
  - 「夜のバラード」
- 斉藤秀翼
  - 「Masquerade」
- 斉藤由貴
  - 「What」
- 佐野量子
  - 「恋の扉」
- 相楽ハル子
  - 「セミ・スィート・ショック」
- J-WALK
  - 「スコール〜Misty You～」
  - 「地図のない海」
- 渋谷琴乃
  - 「One More Time」ゲーム”ロックマンX3”オープニングテーマ
- 島田奈美　 
  - 「生まれてはじめて」
- シャーリー・カーン
  - 「なくしたVALENTINE'S DAY」

- 白田あゆみ
  - 「Love Songを消さないで」
  - 「クラスメイトには帰れない」

- 少年隊
  - 「ハロー!」映画「19 ナインティーン」挿入歌（共作　康珍化）
- 杉田二郎
  - 「昨夜」
- ずれやまズレ子
  - 「割り箸恋占い～この恋はつかみ獲る！箸で！～」
- 千堂あきほ
  - 「硝子のECSTASY」
  - 「STAND UP」
  - 「TOO BIG」（カバー）日本語歌詞
  - 「悪魔とドライブ」（カバー）日本語歌詞
- そがみまこ　
  - 「今もずっと」作曲・編曲：池間史規
- 鷹橋敏輝
  - 「Paris Night」
- 田中陽子
  - 「一人にさせない」（作曲：山口美央子　編曲：鷺巣詩郎）
    - 『アイドル天使ようこそようこ』主題歌
- 峠恵子
  - 「いつか見たサンセット」
  - 「雨の中に夏がいる」
- 当山ひとみ
  - 「Darling」
  - 「木もれ陽の降る季節」
  - 「春の支度」
- 富田靖子
  - 「涙色のファンシー・リング」
- 冨永みーな
  - 「守りたいの」アニメ“機動警察パトレイバー”主題歌
- 中井貴一
  - 「愛しのサブリナ」フジテレビ系ドラマ「女も男もなぜ懲りない」挿入歌
  - 「雨のリバーサイド」
  - 「ニューヨーク・シティにさよなら」（アルバム/ブルー・シェイド）
- 中村あゆみ
  - 「Can't Get You Off My Mind」
  - 「Like A Blaze」
- 中森明菜
  - 「SAND BEIGE -砂漠へ-」
  - 「悲しい浪漫西」
  - 「MIND GAME」
  - 「危ないMONAMOUR」
  - 「FAREWELL」
  - 「I WANNA CHANCE」
  - 「BILITIS」
- 永田真代　アルバム『Pathos』（1990年3月21日）作詞プロデュース
  1. BAD BOY（作曲：関根安里）
  2. まだ泣きたくない（作曲：関根安里）
  3. NOBODY KNOWS YOUR MIND（作曲：井上ヨシマサ）
  4. TWILIGHT IN THE MEMORIES（作曲：川上明彦）
  5. 離れていても（作曲：川上明彦）
  6. Swinger（作曲：原田真二）
  7. LOVING（作曲：関根安里）
  8. 目隠しの恋（作曲：中西圭三&小西貴雄）
  9. Through the night（作曲：中西圭三&小西貴雄）
  10. Tender love（作曲：Tsukasa）
- 夏川りみ
  - 「ＭＡ ＭＡ ＨＡＯ／／ＣＨＩＬＤ ＢＲＩＤＥ」(「ママ大好き」)

- 西尾拓美
  - 『憂鬱の鼓動』静岡第一テレビ「JanJanサタデー」エンディングテーマ
- 西村知美
  - 「白いかすみ草」
  - 「渚の天使」
  - 「桔梗色の哀愁」
  - 「風船」
  - 「風に運ばれて」
- はちみつロケット
  - 「千年ミラクル」
- 畠田理恵
  - 「プラス・マイナス・ゼロ」
- 原田知世
  - 「サヨナラのない町」
- 橋本美加子
  - 「ON THE BEACH」
- 光GENJI
  - 「ふたりの宝物」（作曲：富山光弘、編曲：武部聡志）
- 広谷順子
  - 「With You」（作曲：広谷順子）
- 星野由紀
  - せつなすぎて
  - さよならの時
  - ためらい　-恋する気持ち-　共作：上野 正希子
  - 恋人たちの長い夜　共作：上野 正希子
- 本田美奈子
  - 「SHANGRI-LA」
  - 「どうしたら」
  - 「IT'S JUST」
  - 「あの娘があなたを狙ってる」
  - 「Primary〜思い出はかわらない」
- 堀江美都子
  - 「ウバラマハタ 太陽の大サーカス」（作曲・編曲：佐藤ひろのすけ）
- マイケル富岡
  - 「ゆれたいムーン・ナイト」CMソング
- 松浦有希
  - 「祈り星」（作曲：山移高寛　編曲：松浦有希）
  - 「花かざぐるま」（作曲：山移高寛）
  - 「月の三毛猫」
  - 「ゴロロ ゴロロ ニャオン」
- 松本淳子
  - 「うつろな愛の日々」
  - 「おやすみなさい」
  - 「惜別」
  - 「キォーヴェ」
  - 「起こさないで」
  - 「ふたたび」
- 松本梨香
  - 「チャレンジャー!!」
    - テレビアニメ『ポケットモンスター アドバンスジェネレーション』2代目オープニングテーマ

  - 「見つめてる」
- 水谷優子
  - 「真冬の陽光」
- 南野陽子
  - 「秋のIndication」
- 宮村優子
  - 「Tear」
- miyuki
  - 「アイのきもち」たまごっちオフィシャルソング
- 米良美一
  - 「無言歌」[4]
- 守谷香
  - 「悲しいのはこまるの」
  - 「ロングヘアーと皮ジャン」
  - 「Try Love Again」（「失恋座III」主題歌）（1989.06.21）
  - 「そばにいてほしい」
  - 「Rainy Christmas」
  - 「菫の花の卒業証書」
- 森恵　
  - 「CRYING  LOVE」
- 森山良子
  - 「せせらぎをとどけたい」
  - 「日だまりの時間」
- 薬師丸ひろ子
  - 「さみしい人にならないで」
- 山中すみか
  - 「今なら」
- 山根麻衣
  - 「モノクロームの雨の中で」
  - 「ル・ヴァン」
  - 「Midnightテレフォン」
  - 「愛を教えて」
  - 「悲しくてたまらない」
- 米屋純
  - 「夢のいる場所」（作曲：石川寛門　編曲：京田誠一）
    - アニメ”ビーストウォーズII 超生命体トランスフォーマー”エンディングテーマ

  - 「こんな気持ち」
- REI
  - 「Just Believe」アニメ”ストリートファイターII V. ”挿入歌・春麗(チュンリー)のテーマ
- re-kiss
  - 「HUMAN TOUCH」アニメ”機動新世紀ガンダムX”エンディングテーマ
- 渡辺真知子
  - 「悲しみを消さない」（作曲：渡辺真知子　編曲：船山基紀）
  - 「出逢い」（作曲：渡辺真知子　編曲：船山基紀）
- 柏原芳恵
  - 「マリータの伝説」
- 横山輝一
  - 「Space of love」
- 映画「長くつ下のピッピ」日本語歌詞
  - 笹本優子 - 「今日は何をしようかな」「ピッピがやってくる」
  - 笹本優子・永田亮子・武藤寿美 - 「人生のレシピ」
  - 緒方賢一・千葉繁 - 「山高帽子と黄金の歯」
  - 高乃麗・先生と生徒たち - 「クケ算の歌」

### 校歌
- 大網白里特別支援学校 作曲・編曲：長谷部徹

### 舞台
音楽劇「ロード・エルメロイⅡ世の事件簿 -case. 剥離城アドラ-　(全作曲: 和田俊輔)
- 「ＣＯＮＴＲＡＳＴ」
- 「濃霧の中で」
- 「ＷＯＲＫＩＮＧ　ＦＯＲ　ＴＥＮ　ＹＥＡＲＳ」
- 「剥離城アドラ～死神のテーマ～（最果てにて輝ける槍［ロンゴミニアド」)
- 「ＡＶＵＬＳＩＯＮ～アッシュボーンの獣～（ＲＥＰＲＩＳＥ）」
- 「真実の題名」
- 「秩序喪失」
- 「ＡＶＵＬＳＩＯＮ～アッシュボーンの獣～＜ⅰ＞」
- 「剥離城アドラ～天使のテーマ～」

## 書籍
- 『自分に素直なところ好きだから』ソニー・マガジンズ、1991年10月。ISBN 4-7897-0690-7

## 資格
- 薬膳コーディネーター[6]
- 和みのヨーガ　インストラクター[6]
- ヨガ　インストラクター[6]
- アロマテラピー　アドバイザー[6]
- メディカルハーブ　コーディネーター[6]
- サプリメント管理士[6]
- 生活習慣病予防士[6]
- チャクラコーディネーター[6]